# 努扬
努扬（法語：Nouilhan，法語發音：[nujɑ̃]）是法国上比利牛斯省的一个市镇，位于该省北部，属于塔布区。

## 地理
努扬（43°25'25"N, 0°2'19"E）面积4.53 平方千米，位于法国奧克西塔尼大區上比利牛斯省，该省份为法国西南部内陆省份，北至热尔省，西接大西洋比利牛斯省，南与西班牙接壤，东临上加龙省。
与努扬接壤的市镇（或旧市镇、城区）包括：莫布尔盖、凯克松、拉勒勒、比戈尔地区维克。

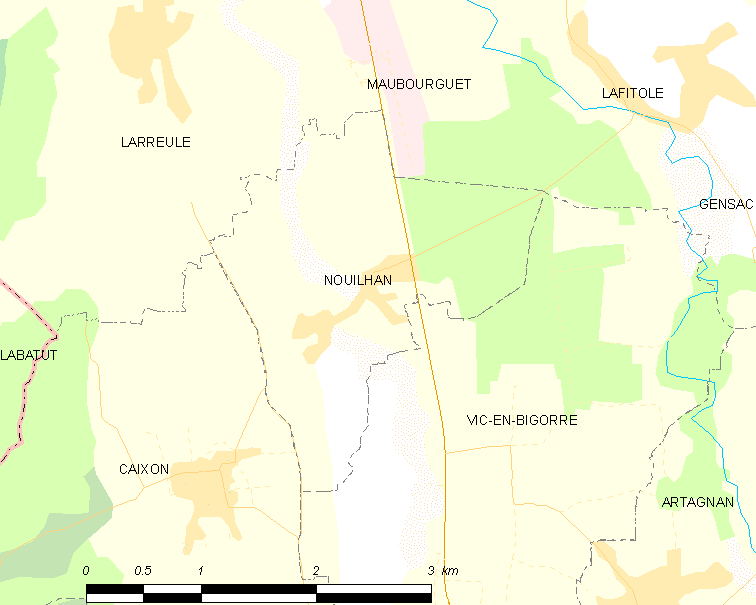
努扬的OSM定位图

努扬的时区为UTC+01:00、UTC+02:00（夏令时）。

## 行政
努扬的邮政编码为65500，INSEE市镇编码为65330。

## 政治
努扬所属的省级选区为比戈尔地区维克县。

## 人口

1962-2008年间努扬人口变化图示

努扬于2022年1月1日时的人口数量为230人。